# 张南 (蜀汉)

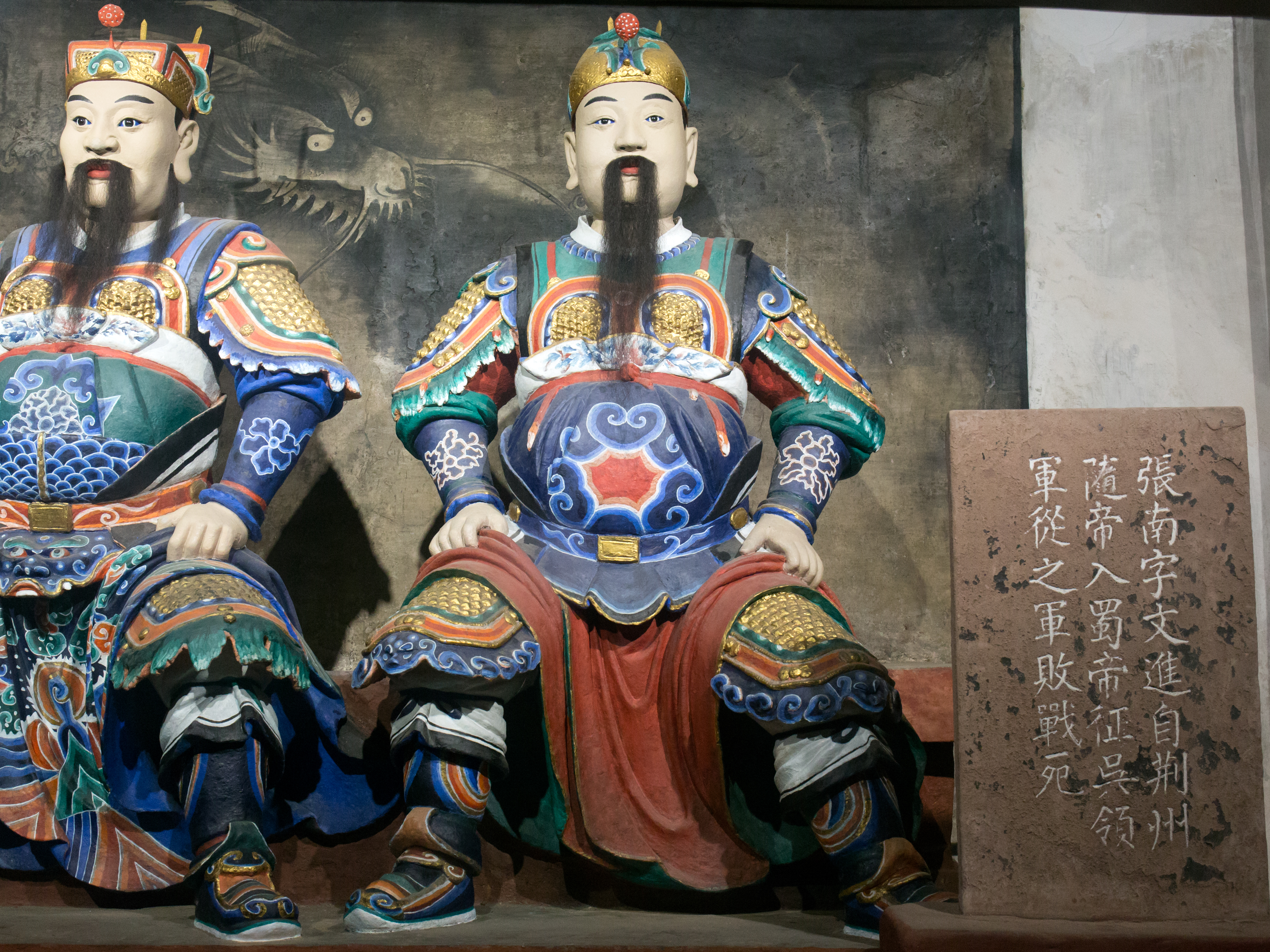

张南（？—222年），字文进，三国时期蜀汉将领。

## 生平
张南与冯习一同从荆州跟随刘备入蜀，夷陵之战时为前部督，后蜀军为陆逊击破，张南和冯习都为吴军所斩。